# Euphorbia inermis
Euphorbia inermis är en törelväxtart som beskrevs av Philip Miller. Euphorbia inermis ingår i släktet törlar, och familjen törelväxter. Inga underarter finns listade i Catalogue of Life.